# Državna cesta D313
D313 je državna cesta u Hrvatskoj. Ukupna duljina iznosi 1,9 km.